# トゥームレイダー (映画)
『トゥームレイダー』（Lara Croft: Tomb Raider）は、2001年に制作されたアドベンチャー・アクション映画。同名のコンピュータゲームの映画化。米国、英国、日本、ドイツの国際共同制作で、サイモン・ウェストが監督し、イルミナティと競争して古代の遺物を手に入れようとするララ・クロフトを中心に展開する。主演のアンジェリーナ・ジョリーと実父のジョン・ヴォイトの親子共演も話題となった。

## ストーリー
幼いころに父であるクロフト卿を亡くしたララ・クロフトは世界各国の遺跡から宝物を発掘する一流のトレジャーハンターとなっていた。父が残した邸宅の中に残された時計を発見したララは、その中に、光のトライアングルを探すカギを見つける。だが、イルミナティの一員である、パウエル一味の襲撃を受け、そのカギを奪われてしまう。生前に父が遺した手紙から、光のトライアングルを持つものは時を支配できることを知ったララは、光のトライアングルが、悪用されぬように、二つに割られて2カ所に隠されているうちのひとつ、カンボジアのアンコールワットに行く。そこには、すでにパウエル一味も、光のトライアングルの片方を求めて来ていた。激闘の末、トライアングルの半片を手中にしたララだが、カギはパウエルが持っている。二人は、取引して手を組み、残りの半片を求めて一緒にシベリアに向かう。5000年に一度の惑星直列の時が迫り、そのときまでにトライアングルを探し、父と会いたいララ。一方、パウエルはこれを手に入れ、時を支配しようとしている。やがて、シベリアの氷の湖で半片を見つける。そして、二つの半片がつながったとき、愛する亡き父親にララは会う。父との再会を喜ぶララに、父は、時を支配することは許されない、すぐにトライアングルを壊すように告げるのだった。

## 登場人物
ララ・クロフト
演 - アンジェリーナ・ジョリー
トレージャーハンター。考古学者。資産家の令嬢。
クロフト卿
演 - ジョン・ヴォイト
ララの父親。発明家。考古学者。実はイルミナティの一員だった。
マンフレッド・パウエル
演 - イアン・グレン
弁護士。時計に詳しい。実は本作の黒幕。リチャードを殺害した人物。最後はララに倒される。
アレックス・ウェスト
演 - ダニエル・クレイグ
ララの元恋人。パウエルに雇われる。
ウィルソン
演 - レスリー・フィリップス
クロフト卿の友人。時計研究者。
ブライス
演 - ノア・テイラー
トレージャーハンター。コンピューター技術が得意。クロフト家の庭のトレーラーハウスに住んでいる。
ヒラリー
演 - クリス・バリー
クロフト家の執事。
ピムズ
演 - ジュリアン・リンド＝タット
パウエルの仕事仲間。

## キャスト
| 役名                   | 俳優                       | 日本語吹替                                       | 日本語吹替                                                                     | 日本語吹替                                                       |
| 役名                   | 俳優                       | ソフト版                                         | フジテレビ版                                                                   | テレビ朝日版                                                     |
| ---------------------- | -------------------------- | ------------------------------------------------ | ------------------------------------------------------------------------------ | ---------------------------------------------------------------- |
| ララ・クロフト         | アンジェリーナ・ジョリー   | 湯屋敦子                                         | 釈由美子                                                                       | 深見梨加                                                         |
| クロフト卿             | ジョン・ヴォイト           | 小川真司                                         | 羽佐間道夫                                                                     | 堀勝之祐                                                         |
| マンフレッド・パウエル | イアン・グレン             | 大塚明夫                                         | 安原義人                                                                       | 池田秀一                                                         |
| アレックス・ウェスト   | ダニエル・クレイグ         | 大川透                                           | 堀内賢雄                                                                       | てらそままさき                                                   |
| ウィルソン             | レスリー・フィリップス     | 峰恵研                                           | 塚田正昭                                                                       | 名取幸政                                                         |
| ブライス               | ノア・テイラー             | 成田剣                                           | 高木渉                                                                         | 宮本充                                                           |
| ヒラリー               | クリス・バリー             | 相沢まさき                                       | 森田順平                                                                       | 仲野裕                                                           |
| 議長                   | リチャード・ジョンソン     | 小山武宏                                         | 佐々木梅治                                                                     | 佐々木梅治                                                       |
| ピムズ                 | ジュリアン・リンド＝タット | 藤原啓治                                         | 川島得愛                                                                       | 井上倫宏                                                         |
| ララの少女時代         | レイチェル・アップルトン   | 河原木志穂                                       | 中村千絵                                                                       | 照見萌                                                           |
| その他                 | N/A                        | 金子由之 伊藤和晃 遠藤純一                       | 仲野裕 石住昭彦 乃村健次 木村雅史 室園丈裕 斉藤梨絵 星野貴紀 加納千秋 武藤正史 | 上田敏也 横尾博之 大黒和広 築野絵美 井上隆之 三ツ木勇気 山口貴樹 |
| 日本語版制作スタッフ   |                            |                                                  |                                                                                |                                                                  |
| 演出                   |                            | 市来満                                           | 高橋剛                                                                         | 松川陸                                                           |
| 翻訳                   | 松浦美奈（字幕）           | 平田勝茂                                         | 松崎広幸                                                                       | 平田勝茂                                                         |
| 調整                   |                            | 浅倉務                                           | 栗林秀年                                                                       | 金谷和美                                                         |
| 効果                   |                            | リレーション                                     | リレーション                                                                   |                                                                  |
| 制作                   | ニュージャパンフィルム     | ニュージャパンフィルム                           | ニュージャパンフィルム                                                         |                                                                  |
| 初回放送               | [ 3 ]                      | 2004年6月26日 21:00-22:54 『プレミアムステージ』 | 2005年10月2日 21:00-22:54 『日曜洋画劇場』                                     |                                                                  |

## 音楽
- サウンドトラック - 2001年6月15日リリース。

## 評価
- 第22回ゴールデンラズベリー賞
  - 最低主演女優賞 - アンジェリーナ・ジョリー（ノミネート）
- 2002年MTVムービー・アウォーズ
  - 女優賞 - アンジェリーナ・ジョリー（ノミネート）
  - 格闘シーン賞 -  アンジェリーナ・ジョリー 対 ロボット（ノミネート）